# Алмасора
Алмасора (шп. Almazora) град је у Шпанији у аутономној заједници Валенсијанска Заједница у покрајини Кастељон. Према процени из 2017. у граду је живело 25 632 становника.

## Становништво
Према процени, у граду је 2017. живело 25 632 становника.
| 2017.  |
| ------ |
| 25.632 |